# Michael Nikolay
Michael Nikolay (Berlino Est, 13 dicembre 1956) è un ex ginnasta tedesco.

## Palmarès
Le medaglie elencate sono state conquistate in rappresentanza della Germania Est.

### Olimpiadi
- 4 medaglie:
  - 1 argento (Mosca 1980 nel concorso a squadre)
  - 3 bronzi (Montréal 1976 nel cavallo con maniglie; Montréal 1976 nel concorso a squadre; Mosca 1980 nel cavallo con maniglie)

### Mondiali
- 2 medaglie:
  - 1 oro (Mosca 1981 nel cavallo con maniglie)
  - 1 bronzo (Strasburgo 1978 nel concorso a squadre)

### Europei
- 1 medaglia:
  - 1 argento (Vilna 1977 nel cavallo con maniglie)